# Фарбах, Филипп (младший)
Филипп Фарбах младший (нем. Philipp Fahrbach der Jüngere ; 16 декабря 1843, Вена — 15 февраля 1894, там же) — австрийский композитор, дирижёр и скрипач. Сын Филиппа Фарбаха старшего.
В 1855 году сменил своего отца на посту руководителя оркестра, с которым участвовал с большим триумфом на Всемирной выставке в Париже в 1878 году. Его считали конкурентом Иоганна Штрауса (сына) .
Автор более 500 музыкальных сочинений — попурри, вальсов, полек, мазурок, галопов, маршей, кадрилей и оперетт, которые имеют свою характерную окраску; они грациозны, пикантны и мелодичны.
Имя Филиппа Фарбаха младшего в Австрии и Венгрии настолько же популярно, как и имена четырёх Штраусов.